# Заудайка (Прилукский район)
Заудайка (укр. Заудайка) — село в Прилукском районе Черниговской области Украины. Население — 84 человека. Занимает площадь 0,341 км².
Код КОАТУУ: 7424186102. Почтовый индекс: 17540. Телефонный код: +380 4637.

## География
Расстояние до районного центра:Прилуки : (18 км.), до областного центра:Чернигов (108 км.), до столицы:Киев (125 км.). Ближайшие населенные пункты: Радьковка 2 км, Обычев 3 км, Пелюховка и Малая Девица 4 км.

## Власть
Орган местного самоуправления — Обыческий сельский совет. Почтовый адрес: 17520, Черниговская обл., Прилукский р-н, с. Обычев, ул. Независимости, 35а.